# Saving All My Love for You
«Saving All My Love For You» (en español: «Guardando todo mi amor para ti») es el título de una balada interpretada por la cantante estadounidense Whitney Houston, incluida en su álbum debut de estudio homónimo Whitney Houston (1985). La canción fue escrita y producida por Michael Masser y coescrita por Gerry Goffin. La compañía discográfica Arista Records la lanzó el 29 de julio de 1985 como el segundo sencillo del álbum en los Estados Unidos de Norteamérica y tercer a nivel mundial.  La canción encabezó la lista del Billboard Hot 100, siendo su primer número uno en las listas de éxitos y ha vendido más de 3 millones de copias en todo el mundo.

## Historia
El tema fue compuesto por Michael Masser y Gerry Goffin, y originalmente grabado por Marilyn McCoo. En la canción Whitney se refiere a un romance con un hombre casado y que está "guardando su amor para él".
"Saving All My Love for You" ganó en 1986 el Premio Grammy a la Mejor Interpretación Vocal Pop Femenina y el Premio American Music por Favorite R&B/Soul Video.

## Sencillos
Sencillo en 7" – Ariola 107 657	1985
1. «Saving All My Love For You» – 3:57
2. Whitney Houston & Jermaine Jackson - «Nobody Loves Me Like You Do» – 3:46

## Posicionamiento
| Lista (1985)                                      | Posición |
| ------------------------------------------------- | -------- |
| Alemania (Media Control AG)                       | 18       |
| Australia (ARIA)                                  | 20       |
| Austria (Ö3 Austria Top 40)                       | 12       |
| Bélgica (Flandes) (Ultratop 50)                   | 9        |
| Canadá (RPM Top Singles)                          | 8        |
| Estados Unidos (Billboard Hot 100)                | 1        |
| Estados Unidos (Hot R&B/Hip-Hop Singles & Tracks) | 1        |
| Estados Unidos (Billboard Adult Contemporary)     | 1        |
| Francia (SNEP)                                    | 11       |
| Irlanda (IRMA)                                    | 1        |
| Noruega (VG-lista)                                | 10       |
| Nueva Zelanda (Recorded Music NZ)                 | 5        |
| Países Bajos (Dutch Top 40)                       | 12       |
| Reino Unido (UK Singles Chart)                    | 1        |
| Suiza (Schweizer Hitparade)                       | 5        |

### Sucesión en listas
| Anterior: «Take on Me» de a-ha | U.S. Billboard Hot 100 — Sencillo N°. 1 26 de octubre de 1985 — 1 de noviembre de 1985 | Siguiente: «Part-Time Lover» de Stevie Wonder |

| Predecesor: «Cherish» de Kool & the Gang | U.S. Billboard Hot Adult Contemporary Tracks — Sencillo N°. 1 5 de octubre de 1985 - 25 de octubre de 1985 | Sucesor: «Part-Time Lover» de Stevie Wonder |

| Predecesor: «Freeway of Love» de Aretha Franklin | U.S. Billboard Hot Black Singles — Sencillo N°. 1 7 de septiembre de 1985 - 13 de septiembre de 1985 | Sucesor: «Cherish» de Kool & the Gang |

| Anterior: «I'm Your Man» de Wham! | Reino Unido UK Singles Chart — Sencillo N°. 1 14 de diciembre de 1985 — 27 de diciembre de 1985 | Siguiente: «Merry Christmas Everyone» de Shakin' Stevens |